# Чали махала (Оленско)
Чали махала (на гръцки: Μυρσινιά, Мирсиния, до 1928 година Τσαλή Μαχαλέ, Цали махале) е бивше село в Република Гърция, разположено на територията на дем Бук (Паранести), област Източна Македония и Тракия.

## География
Селото е северната махала на Ола (Платановриси).

## История
В края на XIX век Чали махала е турско село в Драмската кааза на Османската империя. След Междусъюзническата война селото попада в Гърция. В 1913 година има 74 жители. В 1920 година е броено към Ола. Турските му жители са изселени в 1923 година по силата Лозанския договор и на тяхно място са настанени гърци бежанци. През 1927 година името на селото е сменено на Мирсиния. Селото е присъединено към Ола.
| Година    | 1913 | 1920 | 1928 | 1940 | 1951 | 1961 | 1971 | 1981 | 1991 | 2001 | 2011 | 2021 |
| --------- | ---- | ---- | ---- | ---- | ---- | ---- | ---- | ---- | ---- | ---- | ---- | ---- |
| Население | 74   |      | 25   |      |      |      |      |      |      |      |      |      |